# Valentin von Massow (Obermarschall)
Valentin von Massow (* 19. März 1752 in Minden; † 10. August 1817 in Steinhöfel) war ein preußischer Hofbeamter. Er war von 1792 bis 1809 Hofmarschall des Kronprinzen, dann Königs Friedrich Wilhelm III. 1809 wurde er zum Obermarschall im Königreich Preußen ernannt.

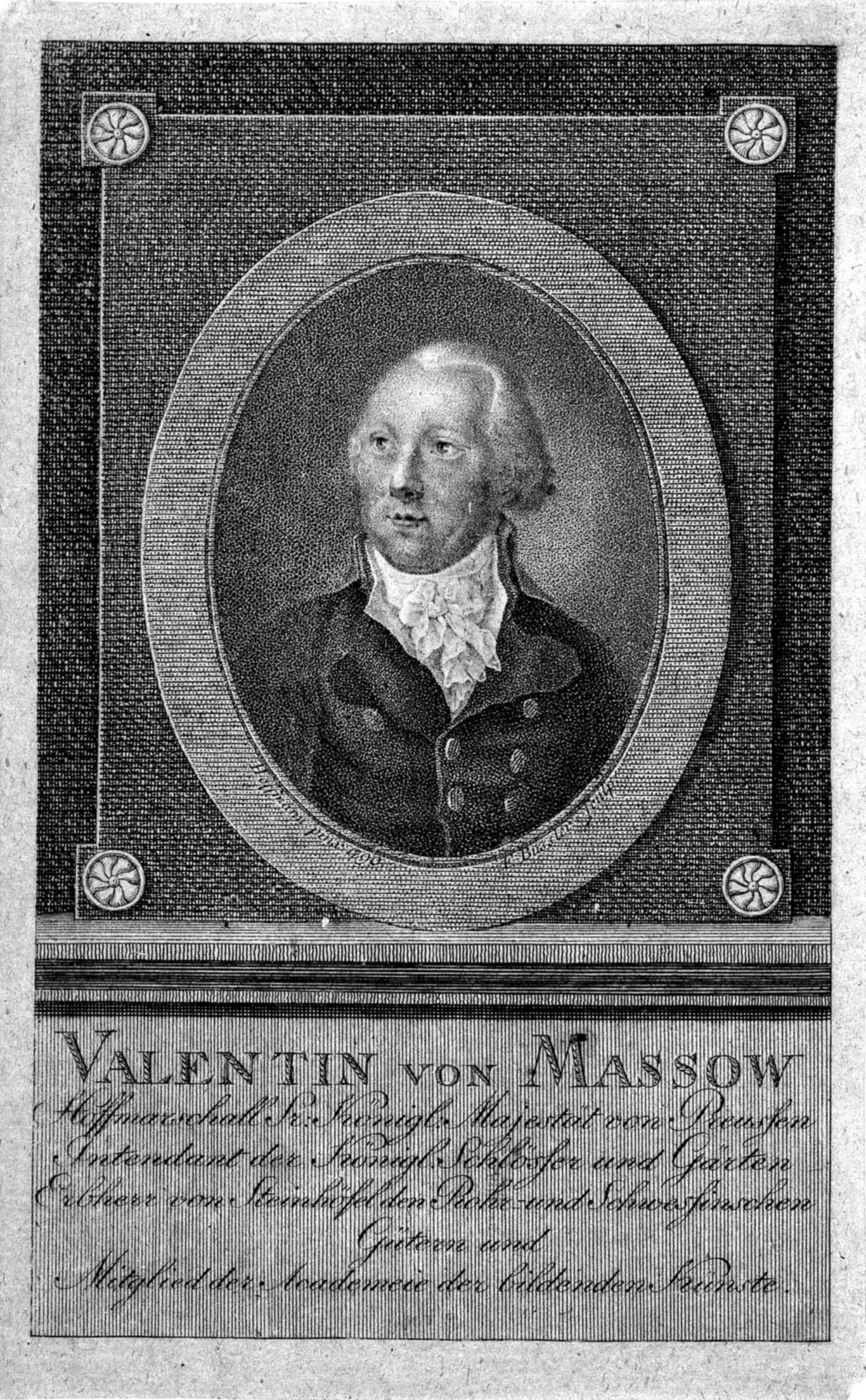
Valentin von Massow, Hofmarschall Sr. Königl. Majestät von Preußen

## Leben
Aus dem pommerschen Adelsgeschlecht Massow stammend, war er der Sohn seines gleichnamigen Vaters Valentin von Massow. Er trat 1765 in die Preußische Armee ein und war ab 1787 Ehrenmitglied der Berliner Akademie der Künste, Abteilung Baukunst. Im selben Jahr erwarb er das Palais der Prinzessin Amalie (später Palais Kurland), Unter den Linden 7 (alte Zählung), von Kronprinz Friedrich Wilhelm, das dieser geerbt aber nie bewohnt hatte. Im Jahr 1788 wurde er zum Kompaniechef und Major im Berliner Regiment Gensdarmes befördert, in das im gleichen Jahr auch der Kronprinz eintrat. Der Kronprinz schätzte Massow als Kunstsachverständigen und zog ihn in seinen persönlichen Kreis.

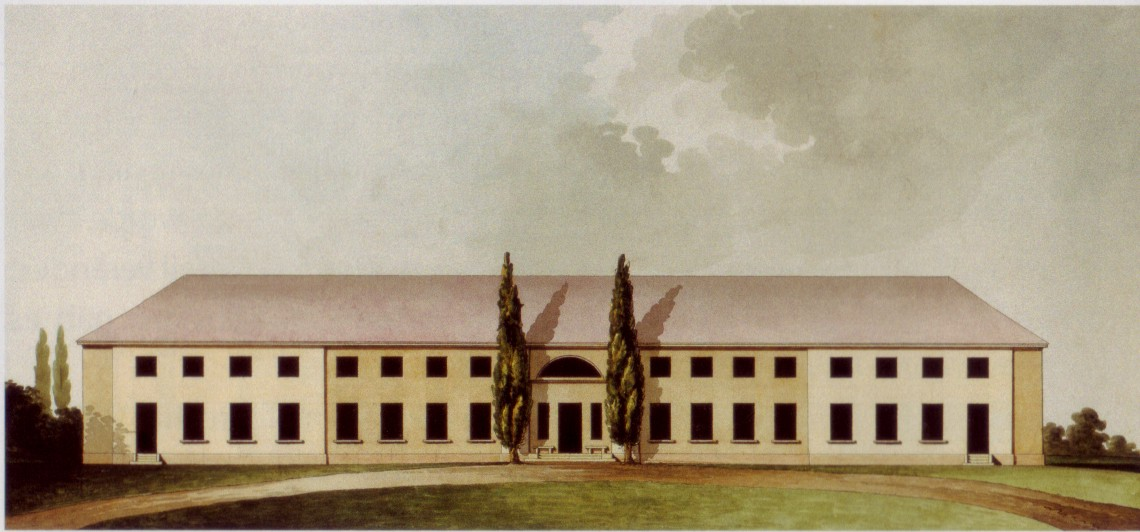
Gillys Entwurf für das Schloss Paretz entstand auf Anregung Massows nach dem Vorbild Steinhöfels

In den Jahren 1790 bis 1795 ließ Massow seine neu erworbene, typisch märkische Herrenhausanlage in Steinhöfel in programmatischer Weise durch David Gilly, der seinen Sohn Friedrich Gilly zur Mitarbeit heranzog, vollständig umbauen. Das „Mustergut“ Steinhöfel wurde zu einem „Initialbau der neuen künstlerischen, gärtnerischen und ökonomischen Ideen“, dessen Einfluss auf die folgende ländliche Bautätigkeit „nicht überschätzt werden kann“. Der Kronprinz und die Kronprinzessin Luise waren 1794 bei einem Besuch Steinhöfels von der Dorf-, Schloss- und Parkanlage so angetan, dass Massow den Auftrag erhielt, ihren künftigen Sommersitz ebenso zu gestalten. 
Im Jahre 1792 schied Massow als Oberstleutnant aus der Armee und übernahm das Amt des Hofmarschalls des Kronprinzen. In diesem Amt oblag ihm unter anderem die Neueinrichtung des Berliner Kronprinzenpalais für den künftigen König Friedrich Wilhelm III. Nach dessen Regierungsantritt 1797 erhielt er zusätzlich das Amt des Intendanten der Königlichen Schlösser und Gärten. Nun hatte Massow unter anderem die Verantwortung für den Bau des Schlosses und Dorfes Paretz durch David und Friedrich Gilly.
Im Jahre 1809 erhielt Massow den ehrenden Rang des „Obermarschalls im Königreich Preußen“ mit dem Prädikat „Exzellenz“. Das Amt des Obermarschalls war eines der vier Großen Landes-Ämter im Königreich Preußen (der Provinz Ostpreußen). Neuer Hofmarschall wurde Burchard Friedrich von Maltzahn (1773–1837) Die Pflichten als Intendant der Königlichen Schlösser und Gärten behielt Massow zunächst. Bereits im folgenden Jahr fiel Massow jedoch beim König in Ungnade, weil er eine Protesteingabe der Stände von Lebus und Beeskow-Storkow mit unterzeichnet hatte; auch die Intendantur ging nunmehr an den neuen Hofmarschall Maltzahn. 1811 zog sich Massow auf sein Gut Steinhöfel zurück.

## Nachkommen
Massow heiratete am 18. Dezember 1788 Charlotte Auguste Johanne Luise Gräfin von Blumenthal (* 25. August 1766; † 3. Juni 1835). Sie war die Tochter des preußischen Ministers Joachim Christian von Blumenthal und dessen erster Frau Katharina Sophie Auguste, geborene von der Groeben. Aus der Ehe gingen folgende Kinder hervor:
- Valentin (1793–1854), preußischer Generalleutnant
- Ludwig (1794–1859), preußischer Beamter

⚭ 1823 Hermine von der Schulenburg-Emden (* 21. April 1796; † 25. Oktober 1846)
⚭ 1849 Auguste Freiin von Canitz und Dallwitz (* 22. April 1822; † 1904)
- Luise (* 9. Juni 1796; † 27. Februar 1827)
- Karl Friedrich Valentin (* 7. September 1797; † 16. Oktober 1813), gefallen bei Leipzig
- August Karl Valentin (* 10. Mai 1799; † 25. Dezember 1882) ⚭ 1835 Wilhelmine Marie von Glasenapp (* 14. Januar 1816; † 6. Juni 1873) aus dem Haus Warchow
- Friedrich Heinrich Valentin (* 12. Mai 1801; † 12. August 1817)
- Wilhelm (1802–1867), Geheimer Oberregierungsrat, Mitglied des Preußischen Herrenhauses

⚭ 1836 Laura Caroline von Wartensleben (* 1815; † 1849)
⚭ 1852 Julie Wilhelmine von Behr (* 1825; † 1901)
Die Generäle Robert von Massow und Ewald von Massow, er zugleich SS-General, waren direkten Nachfahren, Enkel und Urenkel.